# Спуск (фильм)
«Спуск» (англ. The Descent) — британский фильм ужасов 2005 года режиссёра Нила Маршалла. Фильм рассказывает о компании девушек, спустившихся в пещеру.
Малобюджетная картина собрала в мировом прокате более 57 млн долларов, став лауреатом премии «Сатурн» 2007 года в номинации «лучший фильм ужасов».

## Сюжет
Друзья-любители острых ощущений Сара, Джуно и Бет вместе сплавляются на плоту. После этого Сара вместе со своим мужем Полом и их дочерью Джессикой попадают в автомобильную катастрофу, когда Пол отвлёкся: Пол и Джессика погибают, но Сара выживает.
Год спустя Сара, Джуно и Бет, а также друзья — Сэм, Ребекка и новичок Холли — воссоединяются в хижине в Аппалачах в Северной Каролине для спелеологического приключения. Девушки спускаются в пещеру, где Сара обнаруживает новый узкий проход. Движимые любопытством, они проползают через него, однако внезапно проход обваливается за ними. Тут выясняется, что руководитель группы, Джуно, привела их в неисследованную пещеру вместо ранее намеченной для посещения, таким образом, спасателям неизвестно их местонахождение.
После небольшой ссоры девушки начинают искать выход, продвигаясь всё дальше и глубже.
Они обнаруживают металлический крюк, изготовленный около ста лет назад. Становится понятным, что эту пещеру исследовали задолго до них, но, тем не менее, об этой пещере до сих пор ничего не было известно. В поисках выхода Холли падает в яму и ломает ногу. В это время Сара замечает человека, но её убеждают, что это галлюцинации. Неожиданно на них нападают человекоподобные существа (возможно, деградировавшие потомки некоего древнего племени), кусая раненую Холли; девушки в панике разбегаются. Джуно удалось убить одно из существ, однако случайно она наносит смертельное ранение Бет. В панике она убегает, несмотря на просьбу Бет не оставлять её. Джуно находит сестёр Сэм и Ребекку, которые выяснили, что обитатели пещеры абсолютно слепы и реагируют только на звуки. Вскоре Сэм и Ребекка погибают. Сара обнаруживает ещё живую Бет, которая рассказывает ей, что Джуно её ранила, и просит не доверять ей. Бет также сообщает, что Джуно была любовницей погибшего мужа Сары. Сара удовлетворяет просьбу Бет освободить её от мучений и убивает её.
После встречи Сары и Джуно на них нападают несколько существ, но девушкам удаётся их победить. Сара спрашивает Джуно, видела ли та, как погибла Бет, на что девушка кивает головой. Сара даёт понять, что ей известно о связи Джуно с её мужем, и наносит ей ранение в ногу, оставляя наедине с приближающимися существами. Убегая, Сара падает в яму и теряет сознание. Очнувшись, она замечает свет, находит выход из пещеры и уезжает на автомобиле. В автомобиле Сара видит окровавленную Джуно и приходит в себя в яме. Становится ясно, что ей снился сон, и она по-прежнему находится в пещере.
У Сары начинаются галлюцинации, ей кажется, что перед ней сидит погибшая дочь. Фильм заканчивается криком существ.

## В ролях
| Актёр           | Роль    |
| --------------- | ------- |
| Шона Макдональд | Сара    |
| Натали Мендоса  | Джуно   |
| Алекс Рейд      | Бет     |
| Саския Малдер   | Ребекка |
| Мианна Бёринг   | Сэм     |
| Нора-Джейн Нун  | Холли   |
| Оливер Милберн  | Пол     |

## Критика
Фильм получил положительные отзывы критиков. На основе 186 обзоров, собранных Rotten Tomatoes, рейтинг одобрения составляет 86 % со средней оценкой 7,4 из 10. На Metacritic средний балл составляет 71 из 100 на основе 30 обзоров.
Редактор Роджера Эберта, Джим Эмерсон, просмотрел фильм для колонки Эберта, пока Эберт был в отпуске из-за операции, и дал ему четыре звезды из четырёх. Он написал: «Это свежий, захватывающий летний фильм, который я ждал уже несколько месяцев. Или, кажется, лет». Манохла Даргис из The New York Times описала «Спуск» как «одно из лучших развлечений в жанре ужасов за последние несколько лет», назвав его «бесспорно и приятно нервирующим». Даргис приветствовала клаустрофобную атмосферу фильма, хотя она уловила сексуальный подтекст в полностью женском составе с их затруднённым дыханием и потной одеждой.

## Продолжение
В 2008 году был снят сиквел фильма, который вышел на экраны 2 декабря 2009 года.

## Награды и номинации
- 2005 — две Премии британского независимого кино за лучшую режиссуру (Нил Маршалл) и лучшее техническое достижение (Джон Харрис за монтаж), а также номинация за лучший британский независимый фильм.
- 2005 — приз «Серебряный Мельес» Брюссельского кинофестиваля.
- 2006 — приз зрительских симпатий на кинофестивале в Филадельфии.
- 2007 — премия «Сатурн» за лучший фильм ужасов, а также номинации за лучшую женскую роль (Шона Макдональд) и лучший грим (Пол Хайетт, Викки Ланг).